# آلیمنتیشن
آلیمنتیشن (انگلیسی: Alimentation) شرکت خرده‌فروشی کانادایی است، که در سال ۱۹۸۰ توسط آلین بوچارد، ژاک دی‌آمورز و ریچارد فورتین تأسیس شد.